# Södra Kedums socken
Södra Kedums socken i Västergötland ingick i Barne härad och området ingår sedan 1971 i Vara kommun och motsvarar från 2016 Södra Kedums distrikt.
Socknens areal är 24,87 kvadratkilometer varav 24,82 land. År 2000 fanns här 965 invånare. Godset Kedumsholm samt tätorten Arentorp med sockenkyrkan Södra Kedums kyrka ligger i socknen.

## Administrativ historik
Socknen har medeltida ursprung. Namnet var före 1 januari 1886 Kedums socken (bytet beslutat 17 april 1885) och under medeltiden även Barknakidhems socken.
Vid kommunreformen 1862 övergick socknens ansvar för de kyrkliga frågorna till Kedums församling och för de borgerliga frågorna bildades Kedums landskommun. Landskommunen uppgick 1952 i Ryda landskommun som 1967 uppgick i Vara köping som 1971 ombildades till Vara kommun. Församlingen uppgick 2002 i Ryda församling.
1 januari 2016 inrättades distriktet Södra Kedum, med samma omfattning som församlingen hade 1999/2000. 
Socknen har tillhört län, fögderier, tingslag och domsagor enligt vad som beskrivs i artikeln Barne härad. De indelta soldaterna tillhörde Skaraborgs regemente, Skånings kompani och Västgöta regemente, Barne kompani.

## Geografi
Södra Kedums socken ligger sydväst om Vara med Kedumsbergen i väster. Socknen är en slättbygd på Varaslätten i öster och en kuperad skogsbygd i väster med höjder som i Gärbodklint når 132,2 meter över havet.

## Fornlämningar
Från järnåldern finns gravfält, stensättningar och resta stenar. En runsten har påträffats vid platsen för gamla klockstapeln.

## Namnet
Namnet skrevs 1352 Kithem och kommer från kyrkbyn. Efterleden är hem, 'boplats, gård'. Förleden innehåller kidh, 'killing, kid'.